# Edoardo Speranza
Edoardo Speranza (Firenze, 14 novembre 1929 – Firenze, 19 giugno 2014) è stato un politico italiano.

## Biografia
Dopo aver conseguito la laurea in Giurisprudenza, ha intrapreso la professione di avvocato.
Impegnato in politica nella Democrazia Cristiana, è stato eletto per la prima volta alla Camera dei Deputati alle elezioni del 1968, confermando il proprio seggio per un totale di quattro legislature consecutive. Nel 1972-1973 è stato Sottosegretario di Stato del Ministero del turismo e dello spettacolo del Governo Andreotti II. Dal 1976 al 1979 ha occupato lo stesso incarico al Ministero di Grazia e Giustizia, sotto gli esecutivi Andreotti III, Andreotti IV ed Andreotti V. Infine ha coadiuvato il ministro Nicola Capria al Ministero del commercio con l'estero nel Governo Fanfani V. Ha concluso il proprio mandato parlamentare nel 1983.
È morto il 19 giugno 2014, all'età di 84 anni.